# Best Coast
I Best Coast sono un gruppo musicale di Los Angeles, formatosi nel 2009. Il gruppo è composto dal duo Bethany Cosentino (voce e chitarra) e Bobb Bruno (strumenti vari), con diversi batteristi che hanno collaborato con il duo durante l'esibizioni dal vivo, in particolare l'ex batterista delle Vivian Girls Ali Koehler.
La musica della band è spesso categorizzata sotto i generi del garage rock, surf pop e lo-fi.

## Storia
Il duo ha firmato per l'etichette discografiche Mexican Summer (USA) e Wichita Records (Europa), che hanno pubblicato il loro album di debutto Crazy for You nel luglio 2010. Prima di questo il gruppo ha pubblicato una serie di singoli per piccole etichette indipendenti, tra cui Make You Mine e Something in the Way. La band ha deciso di non includere questo materiale nel loro album di debutto.  L'album è anticipato dal singolo When I'm with You, di cui è stato realizzato un videoclip.
Il 2 agosto 2011 viene diffuso il videoclip del loro singolo Our Deal, diretto Drew Barrymore e interpretato da Chloë Grace Moretz, Miranda Cosgrove, Tyler Posey, Donald Glover, Shailene Woodley e Alia Shawkat.
Nel 2012 viene pubblicato il loro secondo album intitolato The Only Place e si esibiscono al Orion Music + More, primo festival organizzato dai Metallica.
Nell'ottobre 2013 pubblicano l'EP Fade Away. Nei primi mesi del 2014 si esibiscono dal vivo con i Pixies, mentre nel maggio 2015 pubblicano il loro terzo album in studio, California Nights.

## Formazione
- Bethany Cosentino - chitarra, piano, voce (dal 2009)
- Bobb Bruno - chitarra, basso, batteria, produzione (dal 2009)

## Discografia

### Album studio
- Crazy for You (2010)
- The Only Place (2012)
- California Nights (2015)
- Always Tomorrow (2020)

### Album live
- iTunes Session (2011)

### EP
- Where the Boys Are (2009)
- Fade Away (2015)

### Singoli
- When I'm with You (2010)
- Boyfriend (2010)
- Crazy for You (2011)
- Our Deal (2011)
- The Only Place (2012)
- Why I Cry (2012)
- Do You Love Me Like You Used To (2012)